# Sean Spicer
Sean Michael Spicer (pronunciado /ʃɔːn ˈmaɪkəl ˈspaɪsəɹ/; Manhasset, Nueva York, 23 de septiembre de 1971) es un político estadounidense que fue el Secretario de Prensa de la Casa Blanca, sirviendo a la administración de Donald Trump desde el 20 de enero de 2017. También ocupó el cargo de Director de Comunicaciones interino desde ese día hasta el 6 de marzo de 2017, y nuevamente desde el 2 de junio hasta agosto de 2017. Anteriormente Spicer fue director de comunicaciones del Comité Nacional Republicano entre 2011 y 2017 y jefe de estrategia entre 2015 y 2017.
Presentó su renuncia al cargo de Secretario de Prensa el 21 de julio de 2017. Su dimisión se dio efectiva en agosto de 2017.

## Primeros años y estudios
Nació en la localidad de Manhasset en Long Island, en el hogar de Kathryn Grossman, administradora del departamento de Estudios de Asia Oriental en la Universidad Brown, y Michael William Spicer, agente de seguros, ambos residentes de Port Washington al momento de su nacimiento. Spicer es de ascendencia irlandesa; su bisabuelo William Spicer emigró de Kinsale en 1872 y luchó en la Guerra hispano-estadounidense.
Creció en Barrington (Rhode Island) y fue estudiante de la escuela benedictina Portsmouth Abbey School en Portsmouth (Rhode Island) de 1985 a 1989. Durante sus estudios secundarios y universitarios contribuyó como voluntario a campañas políticas locales en Rhode Island y en Connecticut.
Cursó la carrera de Gobierno en Connecticut College y fue elegido senador de la institución. En abril de 1993 el periódico universitario The College Voice publicó su nombre como "Sean Sphincter" (esfínter), propiciando fuertes quejas de su parte y posteriores burlas por parte de la publicación satírica Blats. Este incidente ha sido citado como el inicio de sus dificultosas relaciones con la prensa.
En 2012 recibió el grado de máster en Seguridad Nacional y Estudios Estratégicos, otorgado por Naval War College en Newport (Rhode Island).

## Carrera previa a la presidencia de Trump

### 1993-1999
Tras graduarse de sus estudios universitarios en 1993, trabajó para varias campañas políticas y congresistas republicanos en ejercicio: Mike Pappas (Nueva Jersey), Frank LoBiondo (Nueva Jersey), Mark Foley (Florida) y Clay Shaw (Florida).
En 1999 se unió a la reserva de la Armada estadounidense; su rango actual es de Comandante.

### 2000-2011
Entre 2000 y 2001 dirigió las Comunicaciones del Comité de Reformas Gubernamentales de la Cámara de Representantes y posteriormente fue el director de retención de incumbents (funcionarios en el cargo) en el Comité Congresional Nacional Republicano (NRCC).
Entre 2003 y 2005, fue director de comunicaciones y portavoz del Comité de Presupuestos de la Cámara. Posteriormente fue director de comunicaciones de la Conferencia Republicana de la Cámara de Representantes. Entre 2006 y 2009 fue Representante de Comercio asistente ante la prensa bajo la administración de George W. Bush.
Desde 2009 y hasta febrero de 2011 fue socio en Endeavor Global Strategies, una firma de relaciones públicas que representa a organizaciones y gobiernos extranjeros ante el Gobierno estadounidense, incluyendo al Gobierno colombiano, que en aquel tiempo buscaba alcanzar un acuerdo de libre comercio con los Estados Unidos.

### Comité Nacional Republicano
En febrero de 2011 asumió como director de comunicaciones del Comité Nacional Republicano (RNC). Allí expandió las operaciones en redes sociales, fundó un equipo de producción interna televisiva y creó un programa de respuesta rápida ante ataques. En febrero de 2015 asumió el rol adicional de jefe de estrategia del partido.
Durante su labor en el RNC hizo declaraciones críticas del entonces candidato presidencial republicano Donald Trump. En junio del 2015, en respuesta a los comentarios de Trump sobre la criminalidad de los inmigrantes mexicanos, dijo que afirmaciones de tal naturaleza "son algo que creo no ayuda a la causa". En julio del mismo año lanzó un comunicado en respuesta a las críticas de Trump hacia el senador John McCain, en el que afirmó que "no hay lugar en nuestro partido ni en nuestro país para comentarios que menosprecian a los que han servido (militarmente) con honor."

## Presidencia de Trump
El 22 de diciembre de 2016 fue nombrado Secretario de Prensa de Donald Trump. El 24 de diciembre fue nombrado además Director de Comunicaciones, tras la renuncia de Jason Miller.
El 7 de febrero de 2017 CNN reportó que "el presidente Trump está decepcionado del desempeño de Spicer en las dos primeras semanas de su administración" y que reciente "a diario" la recomendación de su jefe de gabinete, Reince Priebus, a su favor para la posición de secretario de prensa. El 6 de marzo de 2017 finalizó su primer periodo de Director de Comunicaciones interino de la Casa Blanca. Retomó el cargo el 2 de junio de 2017 tras la renuncia de Michael Dubke.

### Rueda de prensa del 21 de enero de 2017
El 21 de enero de 2017, el día posterior a la investidura de Trump y dos días antes de su primera conferencia de prensa oficial, hizo una declaración de prensa fuertemente crítica en que afirmaba que los medios habían subestimado el número de espectadores presentes en la ceremonia de investidura de Trump. Afirmó que la ceremonia había atraído a la "mayor audiencia que jamás ha tenido una investidura, punto, tanto en persona como alrededor del mundo." Múltiples medios inmediatamente señalaron que tal afirmación era falsa. Spicer incluso acusó a la prensa de alterar las fotografías de la multitud presente en la investidura. Afirmó que los plásticos blancos que cubrían el césped causaron un efecto visual que minimizó el tamaño aparente de la audiencia, y dijo que tales plásticos no se habían usado nunca antes, a pesar de que sí se habían utilizado durante la segunda investidura de Barack Obama. Además citó cifras erróneas de utilización del metro de Washington que favorecían su afirmación de una mayor audiencia en la investidura de Trump; en realidad las cifras correctas de utilización del metro fueron mayores en los días correspondientes a las investiduras de Obama. Al acabar su declaración, no aceptó preguntas de los presentes. Posteriormente defendió sus afirmaciones previas diciendo que "a veces podemos estar en desacuerdo sobre los hechos". Pronto surgieron reportes que sostenían que había hecho su declaración bajo órdenes directas de Trump, quien estaba enfurecido con una cobertura de prensa de su investidura que él consideraba injusta.
En respuesta a la conferencia, el analista político conservador Bill Kristol escribió: "Me avergüenza como estadounidense ver esta conferencia que da Sean Spicer desde el podio de la Casa Blanca." Vanity Fair afirmó que sus palabras estaban "salpicadas de mentiras" y The Atlantic tildó el evento de "extraño" y cargado de mentiras innecesarias. Glenn Kessler del Washington Post puntuó a sus afirmaciones con cuatro "pinochos", sosteniendo además que hubiera querido darle cinco pinochos en vez del máximo de cuatro.
El equipo de Trump defendió las afirmaciones. El Jefe de Gabinete, Reince Priebus, dijo que el propósito de la conferencia fue llamar la atención sobre la "deshonestidad de la prensa" y su "obsesión por deslegitimar al presidente". La estratega de campaña y consejera de Trump, Kellyanne Conway, sostuvo que no había forma de cuantificar el tamaño de la audiencia en la investidura de Trump y que el secretario de prensa simplemente había afirmado "hechos alternativos".
Dos días después, el 23 de enero de 2017, sostuvo su primera conferencia de prensa oficial y aceptó preguntas de los periodistas presentes. Tras haber sido interrogado sobre los números de audiencia en la investidura, afirmó que su definición también incluía a personas que habían visto el evento en televisión y en redes sociales y que el número de espectadores por internet debió haber superado las "decenas de millones". Spicer se basaba en la cifra reportada de 16,9 millones de espectadores que iniciaron el streaming de la investidura en el sitio web de CNN, sin tomar en cuenta que tal cifra incluía a personas que iniciaron el streaming y poco después lo abandonaron.

### Rueda de prensa del 11 de abril de 2017
En la conferencia de prensa del 11 de abril de 2017, en respuesta a una pregunta de Jon Decker de Fox News Radio, Spicer criticó el uso de armas químicas por parte de Bashar al-Ásad:

We didn't use chemical weapons in World War II. You had someone as despicable as Hitler who didn't even sink to using chemical weapons.
Nosotros no usamos armas químicas en la Segunda Guerra Mundial. Incluso alguien tan despreciable como Hitler no se rebajó al nivel de usar armas químicas.

Minutos después, la periodista Cecilia Vega de ABC News pidió una aclaración. Spicer contestó:

I think when you come to sarin gas, there was no—he was not using the gas on his own people the same way that Assad is doing, I mean, there was clearly—I understand your point, thank you. […] There was not—he brought them into the Holocaust center, I understand that. But I’m saying in the way that Assad used them, where he went into towns, dropped them down to innocent—into the middle of towns. It was brought—so the use of it—I appreciate the clarification there. That was not the intent.
Creo que cuando se trata de gas sarín, no hubo… no usó el gas contra su propia gente como lo está haciendo al-Ásad, digo, hubo claramente… entiendo tu punto, gracias. […] No hubo… los trajo al centro de Holocausto, entiendo. Pero lo que digo es que en la forma en que al-Ásad las usó, en que fue a poblados, las arrojó sobre inocentes… en medio de poblados. Las llevó… así que su uso… Aprecio la aclaración. Esa no fue la intención.

Si bien es cierto que Alemania no usó armas químicas contra los Aliados occidentales en la Segunda Guerra Mundial (posiblemente sí contra un grupo soviético tras la batalla del Estrecho de Kerch en 1942), los comentarios de Spicer fueron objeto de severas críticas en los medios y en redes sociales por su aparente insensibilidad e ignorancia, en especial porque ocurrieron en medio de la Pascua judía. Los congresistas demócratas Nancy Pelosi, David Cicilline y Donald Payne Jr. exigieron el despido inmediato del portavoz, como también lo hizo el Centro Ana Frank. Incluso entre comentaristas de derecha las afirmaciones de Spicer suscitaron fuerte reprobación: John Podhoretz lo tildó de idiota y Alex Jones acusó al equipo de prensa de la Casa Blanca de ignorancia histórica.
Spicer reconoció su error y pidió disculpas esa misma tarde en el programa de Wolf Blitzer en CNN, y de nuevo al día siguiente en un foro de discusión en el Newseum, donde admitió que había "decepcionado al Presidente".

### Dimisión
Spicer renunció a su cargo como Secretario de Prensa el 21 de julio de 2017, en protesta a la designación de Anthony Scaramucci para el puesto de Director de Comunicaciones. Fue reemplazado por Sarah Huckabee Sanders.

## Saturday Night Live
El 4 de febrero de 2017 la actriz Melissa McCarthy hizo el papel de Spicer en el programa de comedia Saturday Night Live, representándolo como un secretario de prensa furibundo e irracional, sin temor a atacar con violencia a los periodistas presentes y con una tendencia a mascar chicle de forma excesiva. Spicer dijo que la actuación le parecía graciosa pero que McCarthy debería medirse en su consumo de chicle. Politico reportó que según fuentes cercanas a Trump, "el que Spicer fuera representado por una mujer fue lo que más resultó problemático al presidente."
El sábado siguiente, 11 de febrero, Melissa McCarthy repitió su rol de Sean Spicer en un segmento de SNL en que satirizó las críticas de oficiales de la Casa Blanca a la decisión de la cadena Nordstrom de dejar de vender las líneas de productos de Ivanka Trump. El 15 de abril McCarthy de nuevo protagonizó una parodia de Spicer en SNL, vestida de conejo de Pascua (Spicer fue el Conejo de Pascua de la Casa Blanca en 2008) y burlándose de sus deslices en la rueda de prensa del 11 de abril.

## Vida privada
El 13 de noviembre de 2004 Spicer se casó en la Iglesia Episcopal de St. Alban's (Washington, D. C.) con Rebecca Miller, productora de televisión y actual vicepresidenta de comunicaciones y asuntos públicos de la National Beer Wholesalers Association. Vive con su esposa y sus dos hijos en Alexandria. Es católico.